# Alfred Wohl

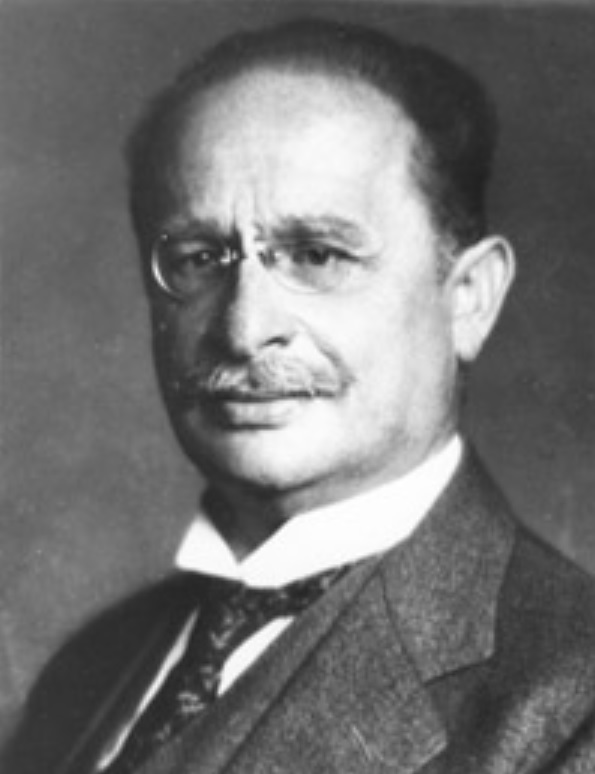
Alfred Wohl als Rektor

Alfred Wohl (geboren 3. Oktober 1863 in Graudenz, Königreich Preußen; gestorben 25. Dezember 1939 in Stockholm) war ein deutscher Chemiker.

## Leben und Werk
Alfred Wohl war ein Sohn des Fabrikanten Adolf Wohl. Mit 19 Jahren begann er 1882 an den Universitäten Berlin und Heidelberg Chemie zu studieren. Dieses Studium konnte er 1886 in Berlin erfolgreich mit seiner Dissertation Methylaldehyd und seine Derivate abschließen. Sein Doktorvater war August Wilhelm von Hofmann.
Im darauffolgenden Jahr erhielt Wohl eine Anstellung als Assistent am Rübenzucker-Laboratorium in Berlin; diesen Posten hatte er bis 1889 inne. Daran anschließend folgten einige Jahre als Privatdozent. 1891 kehrte er an das Labor in Berlin zurück und habilitierte sich dort.
1904 nahm Wohl einen Ruf als Ordinarius an die 1904 neugegründete Technische Hochschule Danzig an. Als solcher betraute man ihn mit der Leitung des Labors für organische Chemie. Von 1913 bis 1915 war er Rektor der Technischen Hochschule Danzig. Die Deutsche Akademie der Naturforscher Leopoldina nahm Wohl 1932 als ordentliches Mitglied auf. Im darauffolgenden Jahr wurde er als politisch unzuverlässig durch die Nationalsozialisten aus seinem Amt entlassen. Anschließend konnte er noch für einige wissenschaftliche Projekte arbeiten, doch seine Situation wurde mit den Jahren immer schwieriger.
1938 emigrierte Wohl nach Stockholm und starb dort im folgenden Jahr. Sein Sohn Kurt Wohl (1896–1962), der ebenfalls ein bekannter Chemiker wurde, emigrierte Anfang 1939 nach Großbritannien und schließlich 1942 in die Vereinigten Staaten.
Nach den Professoren Alfred Wohl und Karl Ziegler ist die Wohl-Ziegler-Reaktion benannt. Auch die Wohl-Aue-Reaktion und der Wohl-Abbau tragen den Namen Alfred Wohls.

## Schriften (Auswahl)
- Organische Chemie und die Lehre vom Leben. 1910.